# Olimpiai érmesek listája vitorlázásban
Ez a lap az olimpiai érmesek listája vitorlázásban 1900-tól 2012-ig.

## Összesített éremtáblázat
(A táblázatokban Magyarország és a rendező nemzet sportolói eltérő háttérszínnel, az egyes számoszlopok legmagasabb értéke vagy értékei vastagítással kiemelve.)
| A nyári olimpiai játékok összesített éremtáblázata vitorlázásban | A nyári olimpiai játékok összesített éremtáblázata vitorlázásban | A nyári olimpiai játékok összesített éremtáblázata vitorlázásban | A nyári olimpiai játékok összesített éremtáblázata vitorlázásban | A nyári olimpiai játékok összesített éremtáblázata vitorlázásban | Olimpia  |
| ---------------------------------------------------------------- | ---------------------------------------------------------------- | ---------------------------------------------------------------- | ---------------------------------------------------------------- | ---------------------------------------------------------------- | -------- |
|                                                                  | Ország                                                           | Arany                                                            | Ezüst                                                            | Bronz                                                            | Összesen |
| 1.                                                               | Nagy-Britannia (GBR)                                             | 22                                                               | 18                                                               | 10                                                               | 50       |
| 2.                                                               | Egyesült Államok (USA)                                           | 19                                                               | 23                                                               | 16                                                               | 58       |
| 3.                                                               | Norvégia (NOR)                                                   | 17                                                               | 11                                                               | 3                                                                | 31       |
| 4.                                                               | Spanyolország (ESP)                                              | 13                                                               | 5                                                                | 1                                                                | 19       |
| 5.                                                               | Dánia (DEN)                                                      | 12                                                               | 9                                                                | 7                                                                | 28       |
| 6.                                                               | Svédország (SWE)                                                 | 10                                                               | 12                                                               | 13                                                               | 35       |
| 7.                                                               | Ausztrália (AUS)                                                 | 10                                                               | 5                                                                | 8                                                                | 23       |
| 8.                                                               | Franciaország (FRA)                                              | 9                                                                | 3                                                                | 7                                                                | 19       |
| 9.                                                               | Új-Zéland (NZL)                                                  | 8                                                                | 5                                                                | 5                                                                | 18       |
| 10.                                                              | Brazília (BRA)                                                   | 6                                                                | 3                                                                | 8                                                                | 17       |
|                                                                  |                                                                  |                                                                  |                                                                  |                                                                  |          |
| 11.                                                              | Hollandia (NED)                                                  | 5                                                                | 8                                                                | 7                                                                | 20       |
| 12.                                                              | Szovjetunió (URS)                                                | 4                                                                | 5                                                                | 3                                                                | 12       |
| 13.                                                              | Ausztria (AUT)                                                   | 3                                                                | 4                                                                | 0                                                                | 7        |
| 14.                                                              | Olaszország (ITA)                                                | 3                                                                | 3                                                                | 8                                                                | 14       |
| 15.                                                              | Görögország (GRE)                                                | 3                                                                | 2                                                                | 2                                                                | 7        |
| 16.                                                              | Belgium (BEL)                                                    | 2                                                                | 4                                                                | 3                                                                | 9        |
| 17.                                                              | Németország (GER)                                                | 2                                                                | 3                                                                | 4                                                                | 9        |
| 18.                                                              | Finnország (FIN)                                                 | 2                                                                | 2                                                                | 7                                                                | 11       |
| 19.                                                              | NSZK (FRG)                                                       | 2                                                                | 2                                                                | 3                                                                | 7        |
| 20.                                                              | NDK (GDR)                                                        | 2                                                                | 2                                                                | 2                                                                | 6        |
|                                                                  |                                                                  |                                                                  |                                                                  |                                                                  |          |
| 21.                                                              | Kína (CHN)                                                       | 2                                                                | 2                                                                | 1                                                                | 5        |
| 22.                                                              | Ukrajna (UKR)                                                    | 1                                                                | 2                                                                | 2                                                                | 5        |
| 23.                                                              | Egyesült Német Csapat (EUA)                                      | 1                                                                | 1                                                                | 1                                                                | 3        |
| 24.                                                              | Lengyelország (POL)                                              | 1                                                                | 0                                                                | 3                                                                | 4        |
| 25.                                                              | Izrael (ISR)                                                     | 1                                                                | 0                                                                | 2                                                                | 3        |
| 26.                                                              | Bahama-szigetek (BAH)                                            | 1                                                                | 0                                                                | 1                                                                | 2        |
| 27.                                                              | Hongkong (HKG)                                                   | 1                                                                | 0                                                                | 0                                                                | 1        |
| 28.                                                              | Argentína (ARG)                                                  | 0                                                                | 4                                                                | 5                                                                | 9        |
| 29.                                                              | Kanada (CAN)                                                     | 0                                                                | 3                                                                | 6                                                                | 9        |
| 30.                                                              | Portugália (POR)                                                 | 0                                                                | 2                                                                | 2                                                                | 4        |
|                                                                  |                                                                  |                                                                  |                                                                  |                                                                  |          |
| 31.                                                              | Japán (JPN)                                                      | 0                                                                | 1                                                                | 1                                                                | 2        |
| 31.                                                              | Oroszország (RUS)                                                | 0                                                                | 1                                                                | 1                                                                | 2        |
| 31.                                                              | Szlovénia (SLO)                                                  | 0                                                                | 1                                                                | 1                                                                | 2        |
| 31.                                                              | Svájc (SUI)                                                      | 0                                                                | 1                                                                | 1                                                                | 2        |
| 35.                                                              | Holland Antillák (AHO)                                           | 0                                                                | 1                                                                | 0                                                                | 1        |
| 35.                                                              | Kuba (CUB)                                                       | 0                                                                | 1                                                                | 0                                                                | 1        |
| 35.                                                              | Csehország (CZE)                                                 | 0                                                                | 1                                                                | 0                                                                | 1        |
| 35.                                                              | Írország (IRL)                                                   | 0                                                                | 1                                                                | 0                                                                | 1        |
| 35.                                                              | Amerikai Virgin-szigetek (ISV)                                   | 0                                                                | 1                                                                | 0                                                                | 1        |
| 35.                                                              | Litvánia (LTU)                                                   | 0                                                                | 1                                                                | 0                                                                | 1        |
| 35.                                                              | Ciprus (CYP)                                                     | 0                                                                | 1                                                                | 0                                                                | 1        |
|                                                                  |                                                                  |                                                                  |                                                                  |                                                                  |          |
| 42.                                                              | Észtország (EST)                                                 | 0                                                                | 0                                                                | 2                                                                | 2        |
| 43.                                                              | Magyarország (HUN)                                               | 0                                                                | 0                                                                | 1                                                                | 1        |
|                                                                  |                                                                  |                                                                  |                                                                  |                                                                  |          |
| Összesen                                                         | Összesen                                                         | 162                                                              | 154                                                              | 147                                                              | 463      |

## Aktuális versenyszámok

### 470-es osztály

#### Férfiak
| Olimpia           | Arany                                                   | Ezüst                                                     | Bronz                                                       |
| 1976, Montréal    | NSZK (FRG) · Frank Hübner · Harro Bode                  | Spanyolország (ESP) · Antonio Gorostegui · Pedro Millet   | Ausztrália (AUS) · Ian Brown · Ian Ruff                     |
| 1980, Moszkva     | Brazília (BRA) · Marcos Soares · Eduardo Penido         | NDK (GDR) · Jorn Borowski · Egbert Swensson               | Finnország (FIN) · Jouko Lindgrén · Georg Tallberg          |
| 1984, Los Angeles | Spanyolország (ESP) · Luis Doreste · Roberto Molina     | Egyesült Államok (USA) · Steve Benjamin · Chris Steinfeld | Franciaország (FRA) · Thierry Peponnet · Luc Pillot         |
| 1988, Szöul       | Franciaország (FRA) · Thierry Peponnet · Luc Pillot     | Szovjetunió (URS) · Tõnu Tõniste · Toomas Tõniste         | Egyesült Államok (USA) · John Shadden · Charles McKee       |
| 1992, Barcelona   | Spanyolország (ESP) · Jordi Calafat · Francisco Sánchez | Egyesült Államok (USA) · Morgan Reeser · Kevin Burnham    | Észtország (EST) · Tõnu Tõniste · Toomas Tõniste            |
| 1996, Atlanta     | Ukrajna (UKR) · Jevhen Braszlavec · Ihor Matvijenko     | Nagy-Britannia (GBR) · John Merricks · Ian Walker         | Portugália (POR) · Victor Rocha · Nuno Barreto              |
| 2000, Sydney      | Ausztrália (AUS) · Tom King · Mark Turnbull             | Egyesült Államok (USA) · Paul Foerster · Robert Merrick   | Argentína (ARG) · Juan de la Fuente · Javier Conte          |
| 2004, Athén       | Egyesült Államok (USA) · Paul Foerster · Kevin Burnham  | Nagy-Britannia (GBR) · Nick Rogers · Joe Glanfield        | Japán (JPN) · Szeki Kazuto · Todoroki Kendzsiró             |
| 2008, Peking      | Ausztrália (AUS) · Nathan Wilmot · Malcolm Page         | Nagy-Britannia (GBR) · Nick Rogers · Joe Glanfield        | Franciaország (FRA) · Nicolas Charbonnier · Olivier Bausset |
| 2012, London      | Ausztrália (AUS) · Mathew Belcher · Malcolm Page        | Nagy-Britannia (GBR) · Luke Patience · Stuart Bithell     | Argentína (ARG) · Lucas Calabrese · Juan de la Fuente       |

#### Nők
| Olimpia         | Arany                                                      | Ezüst                                                    | Bronz                                                        |
| 1988, Szöul     | Egyesült Államok (USA) · Allison Jolly · Lynne Jewell      | Svédország (SWE) · Marit Söderström · Birgitta Bengtsson | Szovjetunió (URS) · Larisza Moszkalenko · Irina Csunihovszka |
| 1992, Barcelona | Spanyolország (ESP) · Theresa Zabell · Patricia Guerra     | Új-Zéland (NZL) · Leslie Egnot · Jan Shearer             | Egyesült Államok (USA) · Jennifer Isler · Pamela Healy       |
| 1996, Atlanta   | Spanyolország (ESP) · Begoña Via Dufresne · Theresa Zabell | Japán (JPN) · Sige Jumiko · Kinosita Alicia              | Ukrajna (UKR) · Ruszlana Taran · Olena Paholcsik             |
| 2000, Sydney    | Ausztrália (AUS) · Jenny Armstrong · Belinda Stowell       | Egyesült Államok (USA) · Jennifer Isler · Pease Glaser   | Ukrajna (UKR) · Ruszlana Taran · Olena Paholcsik             |
| 2004, Athén     | Görögország (GRE) · Szofía Bekatóru · Emilía Cúlfa         | Spanyolország (ESP) · Natalia Vía Dufresne · Sandra Azón | Svédország (SWE) · Therese Torgersson · Vendela Zachrisson   |
| 2008, Peking    | Ausztrália (AUS) · Elise Rechichi · Tessa Parkinson        | Hollandia (NED) · Marcelien de Koning · Lobke Berkhout   | Brazília (BRA) · Fernanda Oliveira · Isabel Swan             |
| 2012, London    | Új-Zéland (NZL) · Jo Aleh · Olivia Pownie                  | Nagy-Britannia (GBR) · Hannah Mills · Saskia Clark       | Hollandia (NED) · Lisa Westerhof · Lobke Berkhout            |

### 49-es osztály
- Vegyes versenyszám.

| Olimpia      | Arany                                                  | Ezüst                                                  | Bronz                                                   |
| 2000, Sydney | Finnország (FIN) · Jyrki Järvi · Thomas Johanson       | Nagy-Britannia (GBR) · Ian Barker · Simon Hiscocks     | Egyesült Államok (USA) · Jonathan McKee · Charlie McKee |
| 2004, Athén  | Spanyolország (ESP) · Iker Martínez · Xabier Fernández | Ukrajna (UKR) · Rodion Luka · George Leoncsuk          | Nagy-Britannia (GBR) · Chris Draper · Simon Hiscocks    |
| 2008, Peking | Dánia (DEN) · Jonas Warrer · Martin Kirketerp Ibsen    | Spanyolország (ESP) · Iker Martínez · Xabier Fernández | Németország (GER) · Jan Peter Peckolt · Hannes Peckolt  |
| 2012, London | Ausztrália (AUS) · Nathan Outteridge · Iain Jensen     | Új-Zéland (NZL) · Peter Burling · Blair Tuke           | Dánia (DEN) · Allan Nørregaard · Peter Lang             |

### Finn dingi
- Férfi versenyszám.

| Olimpia           | Arany                                          | Ezüst                                           | Bronz                                       |
| 1952, Helsinki    | Paul Elvstrøm · Dánia (DEN)                    | Charles Currey · Nagy-Britannia (GBR)           | Richard Sarby · Svédország (SWE)            |
| 1956, Melbourne   | Paul Elvstrøm · Dánia (DEN)                    | André Nelis · Belgium (BEL)                     | John Marvin · Egyesült Államok (USA)        |
| 1960, Róma        | Paul Elvstrøm · Dánia (DEN)                    | Aleksander Tšutšelov · Szovjetunió (URS)        | André Nelis · Belgium (BEL)                 |
| 1964, Tokió       | Wilhelm Kuhweide · Egyesült Német Csapat (EUA) | Peter Barrett · Egyesült Államok (USA)          | Henning Wind · Dánia (DEN)                  |
| 1968, Mexikóváros | Valentin Mankin · Szovjetunió (URS)            | Hubert Raudaschl · Ausztria (AUT)               | Fabio Albarelli · Olaszország (ITA)         |
| 1972, München     | Serge Maury · Franciaország (FRA)              | Ilíasz Hadzipavlísz · Görögország (GRE)         | Viktor Potapov · Szovjetunió (URS)          |
| 1976, Montréal    | Jochen Schümann · NDK (GDR)                    | Andrej Balasov · Szovjetunió (URS)              | John Bertrand · Ausztrália (AUS)            |
| 1980, Moszkva     | Esko Rechardt · Finnország (FIN)               | Wolfgang Mayrhofer · Ausztria (AUT)             | Andrej Balasov · Szovjetunió (URS)          |
| 1984, Los Angeles | Russell Coutts · Új-Zéland (NZL)               | John Bertrand · Egyesült Államok (USA)          | Terence Neilson · Kanada (CAN)              |
| 1988, Szöul       | José Luis Doreste · Spanyolország (ESP)        | Peter Holmberg · Amerikai Virgin-szigetek (ISV) | John Cutler · Új-Zéland (NZL)               |
| 1992, Barcelona   | José van der Ploeg · Spanyolország (ESP)       | Brian Ledbetter · Egyesült Államok (USA)        | Craig Monk · Új-Zéland (NZL)                |
| 1996, Atlanta     | Mateusz Kusznierewicz · Lengyelország (POL)    | Sébastien Godefroid · Belgium (BEL)             | Roy Heiner · Hollandia (NED)                |
| 2000, Sydney      | Iain Percy · Nagy-Britannia (GBR)              | Luca Devoti · Olaszország (ITA)                 | Fredrik Lööf · Svédország (SWE)             |
| 2004, Athén       | Ben Ainslie · Nagy-Britannia (GBR)             | Rafael Trujillo Villar · Spanyolország (ESP)    | Mateusz Kusznierewicz · Lengyelország (POL) |
| 2008, Peking      | Ben Ainslie · Nagy-Britannia (GBR)             | Zach Railey · Egyesült Államok (USA)            | Guillaume Florent · Franciaország (FRA)     |
| 2012, London      | Ben Ainslie · Nagy-Britannia (GBR)             | Jonas Høgh-Christensen · Dánia (DEN)            | Jonathan Lobert · Franciaország (FRA)       |

### Laser
- Vegyes versenyszám.

| Olimpia       | Arany                                | Ezüst                              | Bronz                                |
| 1996, Atlanta | Robert Scheidt · Brazília (BRA)      | Ben Ainslie · Nagy-Britannia (GBR) | Peer Moberg · Norvégia (NOR)         |
| 2000, Sydney  | Ben Ainslie · Nagy-Britannia (GBR)   | Robert Scheidt · Brazília (BRA)    | Michael Blackburn · Ausztrália (AUS) |
| 2004, Athén   | Robert Scheidt · Brazília (BRA)      | Andreas Geritzer · Ausztria (AUT)  | Vasilij Žbogar · Szlovénia (SLO)     |
| 2008, Peking  | Paul Goodison · Nagy-Britannia (GBR) | Vasilij Žbogar · Szlovénia (SLO)   | Diego Romero · Olaszország (ITA)     |
| 2012, London  | Tom Slingsby · Ausztrália (AUS)      | Pávlosz Kondídisz · Ciprus (CYP)   | Rasmus Myrgren · Svédország (SWE)    |

### Laser radial
- Női egyes versenyszám.

| Olimpia      | Arany                                     | Ezüst                                   | Bronz                                |
| 2008, Peking | Anna Tunnicliffe · Egyesült Államok (USA) | Gintarė Volungevičiūtė · Litvánia (LTU) | Hszü Li-csia (Xu Lijia) · Kína (CHN) |
| 2012, London | Hszü Li-csia (Xu Lijia) · Kína (CHN)      | Marit Bouwmeester · Hollandia (NED)     | Evi Van Acker · Belgium (BEL)        |

### Széllovaglás (Szörf)
- 1984 – Windglider
- 1988–1992 – Lechner Division II
- 1996–2004 – Mistral
- 2008– – RS: X

#### Férfi
| Olimpia           | Arany                                       | Ezüst                                       | Bronz                                        |
| 1984, Los Angeles | Stephan van den Berg · Hollandia (NED)      | Scott Steele · Egyesült Államok (USA)       | Bruce Kendall · Új-Zéland (NZL)              |
| 1988, Szöul       | Bruce Kendall · Új-Zéland (NZL)             | Jan Boersma · Holland Antillák (AHO)        | Mike Gebhardt · Egyesült Államok (USA)       |
| 1992, Barcelona   | Franck David · Franciaország (FRA)          | Mike Gebhardt · Egyesült Államok (USA)      | Lars Kleppich · Ausztrália (AUS)             |
| 1996, Atlanta     | Nikólaosz Kaklamanákisz · Görögország (GRE) | Carlos Espínola · Argentína (ARG)           | Gal Fridman · Izrael (ISR)                   |
| 2000, Sydney      | Christoph Sieber · Ausztria (AUT)           | Carlos Espínola · Argentína (ARG)           | Aaron McIntosh · Új-Zéland (NZL)             |
| 2004, Athén       | Gal Fridman · Izrael (ISR)                  | Nikólaosz Kaklamanákisz · Görögország (GRE) | Nick Dempsey · Nagy-Britannia (GBR)          |
| 2008, Peking      | Tom Ashley · Új-Zéland (NZL)                | Julien Bontemps · Franciaország (FRA)       | Sahar Zubari · Izrael (ISR)                  |
| 2012, London      | Dorian van Rijsselberghe · Hollandia (NED)  | Nick Dempsey · Nagy-Britannia (GBR)         | Przemysław Miarczyński · Lengyelország (POL) |

#### Női
| Olimpia         | Arany                                  | Ezüst                                  | Bronz                                  |
| 1992, Barcelona | Barbara Kendall · Új-Zéland (NZL)      | Csang Hsziao-dong · Kína (CHN)         | Dorien de Vries · Hollandia (NED)      |
| 1996, Atlanta   | Li Lai San · Hongkong (HKG)            | Barbara Kendall · Új-Zéland (NZL)      | Alessandra Sensini · Olaszország (ITA) |
| 2000, Sydney    | Alessandra Sensini · Olaszország (ITA) | Amelie Lux · Németország (GER)         | Barbara Kendall · Új-Zéland (NZL)      |
| 2004, Athén     | Faustine Merret · Franciaország (FRA)  | Jin Csien (Yin Jian) · Kína (CHN)      | Alessandra Sensini · Olaszország (ITA) |
| 2008, Peking    | Jin Csien (Yin Jian) · Kína (CHN)      | Alessandra Sensini · Olaszország (ITA) | Bryony Shaw · Nagy-Britannia (GBR)     |
| 2012, London    | Marina Alabau · Spanyolország (ESP)    | Tuuli Petäjä · Finnország (FIN)        | Zofia Klepacka · Lengyelország (POL)   |

### Csillaghajó
- 1932–1996 nyílt, 2000-től férfi versenyszám.

| Olimpia           | Arany                                                       | Ezüst                                                            | Bronz                                                       |
| 1932, Los Angeles | Egyesült Államok (USA) · Gilbert Gray · Andrew Libano       | Nagy-Britannia (GBR) · George Colin Ratsey · Peter Jaffe         | Svédország (SWE) · Gunnar Asther · Daniel Sundén-Cullberg   |
| 1936, Berlin      | Németország (GER) · Peter Bischoff · Hans-Joachim Weise     | Svédország (SWE) · Arvid Laurin · Uno Wallentin                  | Hollandia (NED) · Bob Maas · Willem de Vries Lentsch        |
| 1948, London      | Egyesült Államok (USA) · Hilary Smart · Paul Smart          | Kuba (CUB) · Carlos de Cárdenas Culmell · Carlos de Cárdenas Plá | Hollandia (NED) · Adriaan Maas · Edward Stutterheim         |
| 1952, Helsinki    | Olaszország (ITA) · Agostino Straulino · Nicolò Rode        | Egyesült Államok (USA) · John Price · John Reid                  | Portugália (POR) · Joaquim Fiúza · Francisco de Andrade     |
| 1956, Melbourne   | Egyesült Államok (USA) · Herbert Williams · Lawrence Low    | Olaszország (ITA) · Agostino Straulino · Nicolò Rode             | Bahama-szigetek (BAH) · Durward Knowles · Sloane Farrington |
| 1960, Róma        | Szovjetunió (URS) · Tyimir Pinyegin · Fjodor Sutkov         | Portugália (POR) · Mário Quina · José Manuel Quina               | Egyesült Államok (USA) · William Parks · Robert Halperin    |
| 1964, Tokió       | Bahama-szigetek (BAH) · Durward Knowles · Cecil Cooke       | Egyesült Államok (USA) · Richard Stearns · Lynn Williams         | Svédország (SWE) · Pelle Petterson · Holger Sundström       |
| 1968, Mexikóváros | Egyesült Államok (USA) · Lowell North · Peter Barrett       | Norvégia (NOR) · Peder Lunde, Jr. · Per Olav Wiken               | Olaszország (ITA) · Franco Cavallo · Camilo Gargano         |
| 1972, München     | Ausztrália (AUS) · David Forbes · John Anderson             | Svédország (SWE) · Pelle Petterson · Stellan Westerdahl          | NSZK (FRG) · Wilhelm Kuhweide · Karsten Meyer               |
| 1976 Montréal     | Nem szerepelt az olimpiai programban                        | Nem szerepelt az olimpiai programban                             | Nem szerepelt az olimpiai programban                        |
| 1980, Moszkva     | Szovjetunió (URS) · Valentin Mankin · Alekszandr Muzicsenko | Ausztria (AUT) · Karl Ferstl · Hubert Raudaschl                  | Olaszország (ITA) · Giorgio Gorla · Alfio Peraboni          |
| 1984, Los Angeles | Egyesült Államok (USA) · Bill Buchan · Steven Erickson      | NSZK (FRG) · Joachim Griese · Michael Marcour                    | Olaszország (ITA) · Giorgio Gorla · Alfio Peraboni          |
| 1988, Szöul       | Nagy-Britannia (GBR) · Michael McIntyre · Bryn Vaile        | Egyesült Államok (USA) · Mark Reynolds · Harold Haenel           | Brazília (BRA) · Torben Grael · Nelson Falcão               |
| 1992, Barcelona   | Egyesült Államok (USA) · Mark Reynolds · Harold Haenel      | Új-Zéland (NZL) · Roderick Davis · Donald Cowie                  | Kanada (CAN) · Ross MacDonald · Eric Jespersen              |
| 1996, Atlanta     | Brazília (BRA) · Torben Grael · Marcelo Ferreira            | Svédország (SWE) · Hans Wallén · Bobby Lohse                     | Ausztrália (AUS) · Colin Beashel · David Giles              |
| 2000, Sydney      | Egyesült Államok (USA) · Mark Reynolds · Magnus Liljedahl   | Nagy-Britannia (GBR) · Ian Walker · Mark Covell                  | Brazília (BRA) · Torben Grael · Marcelo Ferreira            |
| 2004, Athén       | Brazília (BRA) · Marcelo Ferreira · Torben Grael            | Kanada (CAN) · Ross MacDonald · Mike Wolfs                       | Franciaország (FRA) · Pascal Rambeau · Xavier Rohart        |
| 2008, Peking      | Nagy-Britannia (GBR) · Iain Percy · Andrew Simpson          | Brazília (BRA) · Robert Scheidt · Bruno Prada                    | Svédország (SWE) · Fredrik Lööf · Anders Ekström            |
| 2012, London      | Svédország (SWE) · Fredrik Lööf · Max Salminen              | Nagy-Britannia (GBR) · Iain Percy · Andrew Simpson               | Brazília (BRA) · Robert Scheidt · Bruno Prada               |

### Yngling osztály
- Női versenyszám. Elliott 6 méteres osztály.

| Olimpia      | Arany                                                                    | Ezüst                                                                   | Bronz                                                                         |
| 2004, Athén  | Nagy-Britannia (GBR) · Sarah Ayton · Shirley Robertson · Sarah Webb      | Ukrajna (UKR) · Hanna Kalinyina · Szvitlana Matevuseva · Ruszlana Taran | Dánia (DEN) · Dorte Jensen · Helle Jespersen · Christina Otzen                |
| 2008, Peking | Nagy-Britannia (GBR) · Sarah Ayton · Sarah Webb · Pippa Wilson           | Hollandia (NED) · Mandy Mulder · Annemieke Bes · Merel Witteveen        | Görögország (GRE) · Szofía Bekatóru · Virginía Kravarióti · Szofía Papadopúlu |
| 2012, London | Spanyolország (ESP) · Támara Echegoyen · Ángela Pumariega · Sofia Prieto | Ausztrália (AUS) · Olivia Price · Nina Curtis · Lucinda Whitty          | Finnország (FIN) · Silja Lehtinen · Silja Kanerva · Mikaela Wulff             |

## Megszűnt versenyszámok

### 5,5-méteres osztály
- Vegyes versenyszám.

| Olimpia           | Arany                                                                                    | Ezüst                                                                                           | Bronz                                                                          |
| 1952, Helsinki    | Egyesült Államok (USA) · Britton Chance · Sumner White · Edgar White · Michael Schoettle | Norvégia (NOR) · Peder Lunde · Vibeke Lunde · Børre Falkum-Hansen                               | Svédország (SWE) · Folke Wassén · Carl-Erik Ohlson · Magnus Wassén             |
| 1956, Melbourne   | Svédország (SWE) · Lars Thörn · Hjalmar Karlsson · Sture Stork                           | Nagy-Britannia (GBR) · Robert Perry · Neil Kennedy-Cochran-Patrick · John Dillon · David Bowker | Ausztrália (AUS) · Jock Sturrock · Devereaux Mytton · Douglas Buxton           |
| 1960, Róma        | Egyesült Államok (USA) · George O'Day · James Hunt · David Smith                         | Dánia (DEN) · William Berntsen · Søren Hancke · Steen Christensen                               | Svájc (SUI) · Henri Copponex · Manfred Metzger · Pierre Girard                 |
| 1964, Tokió       | Ausztrália (AUS) · William Northam · Peter O'Donnell · James Sargeant                    | Svédország (SWE) · Lars Thörn · Sture Stork · Arne Karlsson                                     | Egyesült Államok (USA) · John J. McNamara · Francis Scully · Joseph Batchelder |
| 1968, Mexikóváros | Svédország (SWE) · Ulf Sundelin · Jörgen Sundelin · Peter Sundelin                       | Svájc (SUI) · Louis Noverraz · Bernard Dunand · Marcel Stern                                    | Nagy-Britannia (GBR) · Robin Aisher · Adrian Jardine · Paul Anderson           |

### 6 méteres osztály
| Olimpia                                             | Arany | Ezüst | Bronz |
| 1908, London                                        | Nagy-Britannia (GBR) · Thomas McMeekin · Gilbert Laws · Charles Crichton                                             | Belgium (BEL) · Léon Huybrechts · Louis Huybrechts · Henri Weewauters                                                                                 | Franciaország (FRA) · Henri Arthus · Louis Potheau · Pierre Rabot                                            |
| 1912, Stockholm                                     | Franciaország (FRA) · Amédée Thubé · Gaston Thubé · Jacques Thubé                                                    | Dánia (DEN) · Steen Herschend · Hans Meulengracht-Madsen · Sven Thomsen                                                                               | Svédország (SWE) · Otto Aust · Eric Sandberg · Harald Sandberg                                               |
| 1920, Antwerpen 1. 1919-es típus. 2. 1907-es típus. | Norvégia (NOR) · Andreas Brecke · Paal Kaasen · Ingolf Rød                                                           | Belgium (BEL) · Léon Huybrechts · Charles van den Bussche · John Klotz                                                                                | Nem adták ki                                                                                                 |
| 1920, Antwerpen 1. 1919-es típus. 2. 1907-es típus. | Belgium (BEL) · Emile Cornellie · Florimond Cornellie · Frédéric Bruynseels                                          | Norvégia (NOR) · Einar Torgensen · Andreas Knudsen · Leif Erichsen                                                                                    | Norvégia (NOR) · Henrik Agersborg · Trygve Pedersen · Einar Berntsen                                         |
| 1924, Párizs                                        | Norvégia (NOR) · Eugen Lunde · Christopher Dahl · Anders Lundgren                                                    | Dánia (DEN) · Knud Degn · Christian Nielsen · Vilhelm Vett                                                                                            | Hollandia (NED) · Johan Carp · Anthonij Guépin · Jan Vreede                                                  |
| 1928, Amszterdam                                    | Norvégia (NOR) · V. Olav, Norvég király · Johan Anker · Erik Anker · Håkon Bryhn                                     | Dánia (DEN) · Vilhelm Vett · Nils Otto Møller · Aage Høy-Petersen · Peter Schlütter · Sven Linck                                                      | Észtország (EST) · Nikolai Vekšin · William von Wirén · Eberhard Vogdt · Georg Faehlmann · Andreas Faehlmann |
| 1932, Los Angeles                                   | Svédország (SWE) · Tore Holm · Martin Hindorff · Olle Åkerlund · Åke Bergqvist                                       | Egyesült Államok (USA) · Robert Carlson · Temple Ashbrook · Frederic Conant · Charles Smith · Donald Douglas · Emmett Davis                           | Kanada (CAN) · Philip Rogers · Gerald Wilson · Gardner Boultbee · Kenneth Glass                              |
| 1936, Berlin                                        | Nagy-Britannia (GBR) · Christopher Boardman · Miles Bellville · Russell Harmer · Charles Leaf · Leonard Martin       | Norvégia (NOR) · Magnus Konow · Karsten Konow · Fredrik Meyer · Vaadjuv Nyqvist · Alf Tveten                                                          | Svédország (SWE) · Sven Salén · Lennart Ekdahl · Martin Hindorff · Torsten Lord · Dagmar Salén               |
| 1948, London                                        | Egyesült Államok (USA) · Herman Whiton · Alfred Loomis · James Weekes · James Smith · Michael Mooney                 | Argentína (ARG) · Enrique Sieburger, Sr. · Emilio Homps · Rufino Rodriguez de la Torre · Rodolfo Rivademar · Enrique Sieburger, Jr. · Julio Sieburger | Svédország (SWE) · Tore Holm · Torsten Lord · Martin Hindorff · Carl Robert Ameln · Gösta Salén              |
| 1952, Helsinki                                      | Egyesült Államok (USA) · Herman Whiton · Eric Ridder · Julian Roosevelt · John Morgan · Everard Endt · Emelyn Whiton | Norvégia (NOR) · Finn Ferner · Johan Ferner · Erik Heiberg · Carl Mortensen · Tor Arneberg                                                            | Finnország (FIN) · Ernst Westerlund · Paul Sjöberg · Ragnar Jansson · Jonas Konto · Rolf Turkka              |

### 6.5 méteres osztály
| Olimpia         | Arany                                                        | Ezüst                                                           | Bronz        |
| 1920, Antwerpen | Hollandia (NED) · Johan Carp · Petrus Wernink · Bernard Carp | Franciaország (FRA) · Albert Weil · Félix Picon · Robert Monier | Nem adták ki |

### 7 méteres osztály
| Olimpia         | Arany                                                                                                 | Ezüst                                                                     | Bronz                      |
| 1908, London    | Nagy-Britannia (GBR) · Charles Rivett-Carnac · Frances Rivett-Carnac · Norman Bingley · Richard Dixon | Nem adták ki                                                              | Nem adták ki               |
| 1912 Stockholm  | Nem szerepelt a programban                                                                            | Nem szerepelt a programban                                                | Nem szerepelt a programban |
| 1920, Antwerpen | Nagy-Britannia (GBR) · William Maddison · Dorothy Wright · Robert Coleman · Cyril Wright              | Norvégia (NOR) · Johann Faye · Christian Dick · Sten Abel · Neils Neilsen | Nem adták ki               |

### 8 méteres osztály
| Olimpia                                             | Arany | Ezüst | Bronz |
| 1908, London                                        | Nagy-Britannia (GBR) · Blair Cochrane · Arthur Wood · Henry Sutton · John Rhodes · Charles Campbell | Svédország (SWE) · Carl Hellström · Edmund Thormählen · Erik Wallerius · Eric Sandberg · Harald Wallin                                           | Nagy-Britannia (GBR) · Philip Hunloke · Alfred Hughes · Frederick Hughes · George Ratsey · William Ward                                      |
| 1912, Stockholm                                     | Norvégia (NOR) · Thomas Aas · Andreas Brecke · Torleiv Corneliussen · Thoralf Glad · Christian Jebe | Svédország (SWE) · Emil Henriques · Bengt Heyman · Alvar Thiel · Herbert Westermark · Nils Westermark                                            | Finnország (FIN) · Arthur Ahnger · Erik Lindh · Bertil Tallberg · Gunnar Tallberg · Georg Westling                                           |
| 1920, Antwerpen 1. 1919-es típus. 2. 1907-es típus. | Norvégia (NOR) · Magnus Konow · Reidar Marthiniussen · Ragnar Vik · Thorleif Christoffersen | Norvégia (NOR) · Jens Salvesen · Lauritz Schmidt · Finn Schiander · Nils Thomas · Ralph Tschudi                                                  | Belgium (BEL) · Albert Grisar · Willy de l'Arbre · Léopold Standaert · Henri Weewauters · Georges Hellebuyck                                 |
| 1920, Antwerpen 1. 1919-es típus. 2. 1907-es típus. | Norvégia (NOR) · Carl Ringvold · Thorleif Holbye · Tellef Wagle · Kristoffer Olsen · Alf Jacobsen | Nem adták ki | Nem adták ki |
| 1924, Párizs                                        | Norvégia (NOR) · Rick Bockelie · Harald Hagen · Ingar Nielsen · Carl Ringvold · Carl Ringvold, Jr. | Nagy-Britannia (GBR) · Edwin Jacob · Thomas Riggs · Walter Riggs · Ernest Roney · Harold Fowler                                                  | Franciaország (FRA) · Louis Breguet · Pierre Gauthier · Robert Girardet · André Guerrier · Georges Mollard                                   |
| 1928, Amszterdam                                    | Franciaország (FRA) · Donatien Bouché · Carl de la Sablière · André Derrien · Virginie Hériot · André Lesauvage · Jean Lesieur                                                                                        | Hollandia (NED) · Gerard de Vries Lentsch · Maarten de Wit · Lambertus Doedes · Hendrik Kersken · Johannes van Hoolwerff · Cornelis van Staveren | Svédország (SWE) · Clarence Hammar · Tore Holm · Carl Sandblom · John Sandblom · Philip Sandblom · Wilhelm Törsleff                          |
| 1932, Los Angeles                                   | Egyesült Államok (USA) · John Biby · William Cooper · Carl Dorsey · Owen Churchill · Robert Sutton · Pierpont Davis · Alan Morgan · Alphonse Burnand · Thomas Webster · John Huettner · Richard Moore · Kenneth Carey | Kanada (CAN) · Ernest Cribb · Harry Jones · Peter Gordon · Hubert Wallace · Ronald Maitland · George Gyles                                       | Nem adták ki |
| 1936, Berlin                                        | Olaszország (ITA) · Giovanni Reggio · Bruno Bianchi · Luigi De Manincor · Domenico Mordini · Luigi Poggi · Enrico Poggi                                                                                               | Norvégia (NOR) · Olaf Ditlev-Simonsen · Hans Struksnæs · Lauritz Schmidt · Nordahl Wallem · Jacob Thams · John Ditlev-Simonsen                   | Németország (GER) · Hans Howaldt · Alfried Krupp von Bohlen und Halbach · Felix Scheder-Bieschin · Eduard Mohr · Otto Wachs · Fritz Bischoff |

### 10 méteres osztály
| Olimpia                                             | Arany | Ezüst | Bronz |
| 1912, Stockholm                                     | Svédország (SWE) · Filip Ericsson · Carl Hellström · Paul Isberg · Humbert Lundén · Herman Nyberg · Harry Rosenswärd · Erik Wallerius · Harald Wallin | Finnország (FIN) · Waldemar Björkstén · Jacob Björnström · Bror Brenner · Allan Franck · Emil Lindh · Adolf Pekkalainen · Harry Wahl | Oroszország (RUS) · Eszper Beloszelszkij · Ernest Brasche · Karl Lindblom · Nyikolaj Pusznitszkij · Alekszandr Rogyionov · Joszif Somaker · Filip Strauh |
| 1920, Antwerpen 1. 1919-es típus. 2. 1907-es típus. | Norvégia (NOR) · Charles Arentz · Willy Gilbert · Robert Giertsen · Arne Sejersted · Halfdan Schjött · Trygve Schjøtt · Otto Falkenberg               | Nem adták ki | Nem adták ki |
| 1920, Antwerpen 1. 1919-es típus. 2. 1907-es típus. | Norvégia (NOR) · Erik Herseth · Sigurd Holter · Ingar Nielsen · Ole Sørensen · Petter Jamvold · Gunnar Jamvold · Claus Juell                          | Nem adták ki | Nem adták ki |

### 12 méteres osztály
| Olimpia                                             | Arany | Ezüst | Bronz |
| 1908, London                                        | Nagy-Britannia (GBR) · Sir Thomas Glen-Coats · John Downes · John Buchanan · James Bunten · Arthur Downes · David Dunlop · John Mackenzie · Albert Martin · Gerald Tait · John Aspin | Nagy-Britannia (GBR) · Charles MacIver · James Kenion · James Baxter · William Davidson · John Jellico · Thomas Littledale · Charles MacLeod-Robertson · John Spence · John Adam · Cecil MacIver | Nem adták ki |
| 1912, Stockholm                                     | Norvégia (NOR) · Johan Anker · Nils Bertelsen · Eilert Falch-Lund · Halfdan Hansen · Arnfinn Heje · Magnus Konow · Alfred Larsen · Petter Larsen · Christian Staib · Carl Thaulow    | Svédország (SWE) · Per Bergman · Dick Bergström · Kurt Bergström · Hugo Clason · Folke Johnson · Sigurd Kander · Nils Lamby · Erik Lindqvist · Nils Persson · Richard Sällström                  | Finnország (FIN) · Max Alfthan · Erik Hartvall · Jarl Hulldén · Sigurd Juslén · Ernst Krogius · Eino Sandelin · Johan Silén |
| 1920, Antwerpen 1. 1919-es típus. 2. 1907-es típus. | Norvégia (NOR) · Johan Friele · Olav Örvig · Arthur Allers · Christen Wiese · Martin Borthen · Egill Reimers · Kaspar Hassel · Thor Ørvig · Erik Ørvig                               | Nem adták ki | Nem adták ki |
| 1920, Antwerpen 1. 1919-es típus. 2. 1907-es típus. | Norvégia (NOR) · Henrik Østervold · Jan Østervold · Ole Østervold · Hans Næss · Halvor Mögster · Halvor Birkeland · Rasmus Birkeland · Kristian Østervold · Lauritz Christiansen     | Nem adták ki | Nem adták ki |

### 12 lábas jollé
| Olimpia          | Arany                                                                 | Ezüst                                                             | Bronz                            |
| 1920, Antwerpen  | Hollandia (NED) · Beatrijs III · Johan Hin · Cornelis Hin · Frans Hin | Hollandia (NED) · Boreas · Arnoud van der Biesen · Petrus Beukers | Nem adták ki                     |
| 1924 Párizs      | Nem szerepelt a programban                                            | Nem szerepelt a programban                                        | Nem szerepelt a programban       |
| 1928, Amszterdam | Sven Thorell · Svédország (SWE)                                       | Henrik Robert · Norvégia (NOR)                                    | Bertil Broman · Finnország (FIN) |

### 18  lábas jollé
| Olimpia         | Arany                                                           | Ezüst        | Bronz        |
| 1920, Antwerpen | Nagy-Britannia (GBR) · Brat · Francis Richards · Thomas Hedberg | Nem adták ki | Nem adták ki |

### 30 méteres osztály
| Olimpia         | Arany                                                                                            | Ezüst        | Bronz        |
| 1920, Antwerpen | Svédország (SWE) · Kullan · Gösta Lundqvist · Rolf Steffenburg · Gösta Bengtsson · Axel Calvert. | Nem adták ki | Nem adták ki |

### 40 méteres osztály
| Olimpia         | Arany                                                                         | Ezüst                                                                                        | Bronz        |
| 1920, Antwerpen | Svédország (SWE) · Sif · Tore Holm · Yngve Holm · Axel Rydin · Georg Tengwall | Svédország (SWE) · Elsie · Gustaf Svensson · Ragnar Svensson · Percy Almstedt · Erik Mellbin | Nem adták ki |

### Sárkányhajó
- Vegyes versenyszám.

| Olimpia           | Arany                                                                                         | Ezüst                                                                       | Bronz                                                                         |
| 1948, London      | Norvégia (NOR) · Thor Thorvaldsen · Sigve Lie · Haakon Barfod                                 | Svédország (SWE) · Folke Bohlin · Hugo Johnson · Gösta Brodin               | Dánia (DEN) · William Berntsen · Ole Berntsen · Klaus Baess                   |
| 1952, Helsinki    | Norvégia (NOR) · Sigve Lie · Haakon Barfod · Thor Thorvaldsen                                 | Svédország (SWE) · Per Gedda · Sidney Boldt-Christmas · Erland Almqvist     | Németország (GER) · Theodor Thomsen · Erich Natusch · Georg Nowka             |
| 1956, Melbourne   | Svédország (SWE) · Folke Bohlin · Bengt Palmquist · Leif Wikström                             | Dánia (DEN) · Ole Berntsen · Cyril Andresen · Christian von Bülow           | Nagy-Britannia (GBR) · Graham Mann · Ronald Backus · Jonathan Janson          |
| 1960, Róma        | Görögország (GRE) · Konstantin görög koronaherceg · Odiszéasz Eszkidzóglu · Jeórjiosz Zaímisz | Argentína (ARG) · Jorge Salas · Héctor Calegaris · Jorge del Río            | Olaszország (ITA) · Antonio Cosentino · Antonio Ciciliano · Giulio De Stefano |
| 1964, Tokió       | Dánia (DEN) · Ole Berntsen · Christian von Bülow · Ole Poulsen                                | Egyesült Német Csapat (EUA) · Peter Ahrendt · Ulrich Mense · Wilfred Lorenz | Egyesült Államok (USA) · Lowell North · Charles Rogers · Richard Deaver       |
| 1968, Mexikóváros | Egyesült Államok (USA) · George Friedrichs · Barton Jahncke · Gerald Schreck                  | Dánia (DEN) · Aage Birch · Paul Lindemark Jørgensen · Niels Markussen       | NDK (GDR) · Paul Borowski · Karl-Heinz Thun · Konrad Weichert                 |
| 1972, München     | Ausztrália (AUS) · John Cuneo · Thomas Anderson · John Shaw                                   | NDK (GDR) · Paul Borowski · Konrad Weichert · Karl-Heinz Thun               | Egyesült Államok (USA) · Donald Cohan · Charles Horter · John Marshall        |

### Európa
- Női egyéni versenyszám.

| Olimpia         | Arany                                    | Ezüst                                      | Bronz                                         |
| 1992, Barcelona | Linda Andersen · Norvégia (NOR)          | Natalia Vía Dufresne · Spanyolország (ESP) | Julia Trotman · Egyesült Államok (USA)        |
| 1996, Atlanta   | Kristine Roug · Dánia (DEN)              | Margriet Matthijsse · Hollandia (NED)      | Courtenay Becker-Dey · Egyesült Államok (USA) |
| 2000, Sydney    | Shirley Robertson · Nagy-Britannia (GBR) | Margriet Matthijsse · Hollandia (NED)      | Serena Amato · Argentína (ARG)                |
| 2004, Athén     | Siren Sundby · Norvégia (NOR)            | Lenka Šmídová · Csehország (CZE)           | Signe Livbjerg · Dánia (DEN)                  |

### Szentjánosbogár
- Férfi egyéni versenyszám.

| Olimpia      | Arany                       | Ezüst                                | Bronz                          |
| 1948, London | Paul Elvstrøm · Dánia (DEN) | Ralph Evans · Egyesült Államok (USA) | Koos de Jong · Hollandia (NED) |

### Repülő hollandi
- Vegyes versenyszám.

| Olimpia           | Arany                                                             | Ezüst                                                            | Bronz                                                      |
| 1960, Róma        | Norvégia (NOR) · Peder Lunde, Jr. · Bjørn Bergvall                | Dánia (DEN) · Hans Fogh · Ole Erik Petersen                      | Egyesült Német Csapat (EUA) · Rolf Mulka · Ingo von Bredow |
| 1964, Tokió       | Új-Zéland (NZL) · Earle Wells · Helmer Pedersen                   | Nagy-Britannia (GBR) · Keith Musto · Arthur Morgan               | Egyesült Államok (USA) · Harry Melges · William Bentsen    |
| 1968, Mexikóváros | Nagy-Britannia (GBR) · Rodney Pattisson · Iain MacDonald-Smith    | NSZK (FRG) · Ullrich Libor · Peter Naumann                       | Brazília (BRA) · Reinaldo Conrad · Burkhard Cordes         |
| 1972, München     | Nagy-Britannia (GBR) · Rodney Pattisson · Christopher Davies      | Franciaország (FRA) · Yves Pajot · Marc Pajot                    | NSZK (FRG) · Ullrich Libor · Peter Naumann                 |
| 1976, Montréal    | NSZK (FRG) · Jörg Diesch · Eckart Diesch                          | Nagy-Britannia (GBR) · Rodney Pattisson · Julian Brooke-Houghton | Brazília (BRA) · Reinaldo Conrad · Peter Ficker            |
| 1980, Moszkva     | Spanyolország (ESP) · Alejandro Abascal · Miguel Noguer Castellvi | Írország (IRL) · David Wilkins · James Wilkinson                 | Magyarország (HUN) · Detre Szabolcs · Detre Zsolt          |
| 1984, Los Angeles | Egyesült Államok (USA) · Jonathan McKee · Carl Buchan             | Kanada (CAN) · Terry McLaughlin · Evert Bastet                   | Nagy-Britannia (GBR) · Jonathan Richards · Peter Allam     |
| 1988, Szöul       | Dánia (DEN) · Jørgen Bojsen-Møller · Christian Grønborg           | Norvégia (NOR) · Ole Pollen · Erik Björkum                       | Kanada (CAN) · Frank McLaughlin · John Millen              |
| 1992, Barcelona   | Spanyolország (ESP) · Luis Doreste · Domingo Manrique             | Egyesült Államok (USA) · Stephen Bourdow · Paul Foerster         | Dánia (DEN) · Jens Bojsen-Møller · Jørgen Bojsen-Møller    |

### Olimpiai jollé
| Olimpia           | Arany                                | Ezüst                               | Bronz                               |
| 1924, Párizs      | Léon Huybrechts · Belgium (BEL)      | Henrik Robert · Norvégia (NOR)      | Hans Dittmar · Finnország (FIN)     |
| 1928 Amszterdam   | Nem szerepelt a programban           | Nem szerepelt a programban          | Nem szerepelt a programban          |
| 1932, Los Angeles | Jacques Lebrun · Franciaország (FRA) | Adriaan Maas · Hollandia (NED)      | Santiago Amat · Spanyolország (ESP) |
| 1936, Berlin      | Daan Kagchelland · Hollandia (NED)   | Werner Krogmann · Németország (GER) | Peter Scott · Nagy-Britannia (GBR)  |

### Sharpie
| Olimpia         | Arany                                       | Ezüst                                        | Bronz                                                  |
| 1956, Melbourne | Új-Zéland (NZL) · Peter Mander · Jack Cropp | Ausztrália (AUS) · Rolly Tasker · John Scott | Nagy-Britannia (GBR) · Jasper Blackall · Terence Smith |

### Soling
- Nyílt versenyszám

| Olimpia           | Arany                                                                      | Ezüst                                                                           | Bronz                                                                                          |
| 1972, München     | Egyesült Államok (USA) · Harry Melges · William Bentsen · William Allen    | Svédország (SWE) · Stig Wennerström · Bo Knape · Stefan Krook                   | Kanada (CAN) · David Miller · John Ekels · Paul Côté                                           |
| 1976, Montréal    | Dánia (DEN) · Poul Richard Høj Jensen · Valdemar Bandolowski · Erik Hansen | Egyesült Államok (USA) · John Kolius · Walter Glasgow · Richard Hoepfner        | NDK (GDR) · Dieter Below · Michael Zachries · Olaf Engelhardt                                  |
| 1980, Moszkva     | Dánia (DEN) · Valdemar Bandolowski · Erik Hansen · Poul Richard Høj Jensen | Szovjetunió (URS) · Alekszandr Budnyikov · Borisz Budnyikov · Nyikolaj Poljakov | Görögország (GRE) · Anasztásziosz Buntúrisz · Anasztasziosz Gavrilisz · Arisztidisz Rapanakisz |
| 1984, Los Angeles | Egyesült Államok (USA) · Robbie Haines · Ed Trevalyan · Rod Davis          | Brazília (BRA) · Torben Grael · Daniel Adler · Ronaldo Senfft                   | Kanada (CAN) · Hans Fogh · John Kerr · Stephen Calder                                          |
| 1988, Szöul       | NDK (GDR) · Jochen Schümann · Thomas Flach · Bernd Jäkel                   | Egyesült Államok (USA) · John Kostecki · William Baylis · Robert Billingham     | Dánia (DEN) · Jesper Bank · Jan Mathiasen · Steen Secher                                       |
| 1992, Barcelona   | Dánia (DEN) · Jesper Bank · Steen Secher · Jesper Seier                    | Egyesült Államok (USA) · Kevin Mahaney · James Brady · Douglas Kern             | Nagy-Britannia (GBR) · Lawrie Smith · Robert Cruickshank · Ossie Stewart                       |
| 1996, Atlanta     | Németország (GER) · Thomas Flach · Bernd Jäkel · Jochen Schümann           | Oroszország (RUS) · Georgij Sajduko · Igor Szkalin · Dmitrij Sabanov            | Egyesült Államok (USA) · Jim Barton · Jeff Madrigali · Kent Massey                             |
| 2000, Sydney      | Dánia (DEN) · Jesper Bank · Henrik Blakskjær · Thomas Jacobsen             | Németország (GER) · Jochen Schümann · Gunnar Bahr · Ingo Borkowski              | Norvégia (NOR) · Paul Davis · Herman Horn Johannessen · Espen Stokkeland                       |

### Fecske
| Olimpia      | Arany                                              | Ezüst                                                                    | Bronz                                                 |
| 1948, London | Nagy-Britannia (GBR) · Stewart Morris · David Bond | Portugália (POR) · Duarte de Almeida Bello · Fernando Pinto Coelho Bello | Egyesült Államok (USA) · Lockwood Pirie · Owen Torrey |

### Tempest osztály
- Vegyes versenyszám.

| Olimpia        | Arany                                                 | Ezüst                                                      | Bronz                                                 |
| 1972, München  | Szovjetunió (URS) · Valentin Mankin · Vitalij Dirdira | Nagy-Britannia (GBR) · Alan Warren · David Hunt            | Egyesült Államok (USA) · Glen Foster · Peter Dean     |
| 1976, Montréal | Svédország (SWE) · John Albrechtson · Ingvar Hansson  | Szovjetunió (URS) · Valentin Mankin · Vlagyiszlav Akimenko | Egyesült Államok (USA) · Dennis Conner · Conn Findlay |

### Tornado osztály
- Vegyes versenyszám.

| Olimpia           | Arany                                                      | Ezüst                                                     | Bronz                                                 |
| 1976, Montréal    | Nagy-Britannia (GBR) · Reginald White · John Osborn        | Egyesült Államok (USA) · David McFaull · Michael Rothwell | NSZK (FRG) · Jörg Spengler · Jörg Schmall             |
| 1980, Moszkva     | Brazília (BRA) · Lars Sigurd Bjorkström · Alexandre Welter | Dánia (DEN) · Peter Due · Per Kjærgaard Nielsen           | Svédország (SWE) · Göran Marström · Jorgen Ragnarsson |
| 1984, Los Angeles | Új-Zéland (NZL) · Rex Sellers · Chris Timms                | Egyesült Államok (USA) · Randy Smyth · Jay Glaser         | Ausztrália (AUS) · Christopher Cairns · John Anderson |
| 1988, Szöul       | Franciaország (FRA) · Jean Le Deroff · Nicolas Hénard      | Új-Zéland (NZL) · Chris Timms · Rex Sellers               | Brazília (BRA) · Lars Grael · Clinio Freitas          |
| 1992, Barcelona   | Franciaország (FRA) · Yves Loday · Nicolas Hénard          | Egyesült Államok (USA) · Randy Smyth · Keith Notary       | Ausztrália (AUS) · Mitch Booth · John Forbes          |
| 1996, Atlanta     | Spanyolország (ESP) · José Luis Ballester · Fernando Léon  | Ausztrália (AUS) · Mitch Booth · Andrew Landenberger      | Brazília (BRA) · Lars Grael · Kiko Pellicano          |
| 2000, Sydney      | Ausztria (AUT) · Roman Hagara · Hans Peter Steinacher      | Ausztrália (AUS) · John Forbes · Darren Bundock           | Németország (GER) · Roland Gäbler · René Schwall      |
| 2004, Athén       | Ausztria (AUT) · Roman Hagara · Hans-Peter Steinacher      | Egyesült Államok (USA) · John Lovell · Charlie Ogeltree   | Argentína (ARG) · Santiago Lange · Carlos Espínola    |
| 2008, Peking      | Spanyolország (ESP) · Antón Paz · Fernando Echavarri       | Ausztrália (AUS) · Darren Bundock · Glenn Ashby           | Argentína (ARG) · Santiago Lange · Carlos Espínola    |